# Rîșcani
Rîșcani (ryska: Рышканы) är en distriktshuvudort i Moldavien. Den ligger i distriktet Rîșcani, i den nordvästra delen av landet, vid floden Copăceanca. Rîșcani ligger 142 meter över havet och antalet invånare är 12 893.
Terrängen runt Rîșcani är huvudsakligen platt. Rîșcani ligger nere i en dal. Trakten runt Rîșcani består till största delen av jordbruksmark.